# 阿德托昆博
阿德托昆博（羅馬化：Antetokounmpo）可以指下述四位希臘籃球運動員，他們乃是四兄弟：
- 薩納西斯·安戴托昆波（1992年—）
- 揚尼斯·安戴托昆波（1994年—）
- 科斯塔斯·安戴托昆波（1997年—）
- 亞歷克斯·安戴托昆波（英语：Alex Antetokounmpo）（2001年—）

|  | 本页或本分段罗列了姓氏为「Adetokunbo」的人物。 如果是一个指代特定个人的内链将您引导到本页，請考慮修正該人物的名字以將链接指向正確的條目。 |